# Світ мистецтва (соціологія)
Світ мисте́цтва — це сукупність всіх людей, які постійно або час від часу займаються створенням, споживанням, зберіганням, розповсюдженням, критикою творів мистецтва. Говард Беккер описує світ мистецтва, як «спільноту людей, чия спільна діяльність, що організується через сукупність їх уявлень про загальноприйняті способи творчості, веде до створення таких творів мистецтва, які дають уявлення про цей світ мистецтва»  (Беккер, 1982). Сара Торнтон дає таке визначення: «Широка мережа  субкультур, що частково перекривають одна одну, об'єднаних вірою в мистецтво. Такі субкультури розкидані по всьому світу, але в культурних центрах, таких як Лондон, Лос Анджелес або Париж, їх концентрація особливо висока.» (Торнтон, 2008) 
Термін світ мистецтва також вживається для позначення явищ і взаємодій, що відбуваються між людьми, які мають відношення до мистецтва.

## У музиці
Саймон Фріт (1996) описує три світи мистецтва, які існують, на його думку, в індустрії музики: світ художньої музики, світ народної музики та світ комерційної музики. Тімоті Тейлор (2004) пов'язує ці три світи з трьома найпопулярнішими музичними жанрами: рок, реп та поп, відповідно. 